# 1929 chez Disney
Cet article présente la liste des évènements de la Walt Disney Productions ayant eu lieu en 1929.

## Événements

### Mars
- 14 mars 1929, Sortie du Mickey Mouse Bal de campagne (The Barn Dance)[1]
- 17 mars 1929, Sortie de la version parlante de Plane Crazy[2]
- 28 mars 1929, Sortie du Mickey Mouse L'Opéra (The Opry House)[3]

### Avril
- 11 avril 1929, Sortie du Mickey Mouse When the Cat's Away[4]
- 25 avril 1929, Sortie du Mickey Mouse Champ de bataille (The Barnyard Battle)[5]

### Mai
- 9 mai 1929, Sortie du Mickey Mouse Mickey laboureur (The Plow Boy), première de  Horace Horsecollar[6]
- 21 mai 1928, Walt Disney dépose une marque commerciale pour Mickey Mouse[7]
- 23 mai 1929, Sortie du Mickey Mouse The Karnival Kid[8]

### Juin
- 20 juin 1929, Sortie du Mickey Mouse La Locomotive de Mickey (Mickey's Choo-Choo)[9]
- 26 juin 1929, Sortie du Mickey Mouse Mickey's Follies[10]

### Juillet
- 5 juillet 1929, Sortie du Mickey Mouse Le Fou de jazz (The Jazz Fool)[11]

### Août
- 1er août 1929, Sortie du Mickey Mouse The Haunted House[12]
- 14 août 1929, Sortie du Mickey Mouse Les Vagues sauvages (Wild Waves)[13]
- 21 août 1929, Naissance de Vance Gerry (scénario et layout) à Pasadena (Californie)[14],[15]
- 22 août 1929, Sortie de la Silly Symphony La Danse macabre, marquant le début des Silly Symphonies[16]

### Septembre
- 18 septembre 1929, Walt Disney se voit accorder une marque déposée pour Mickey Mouse[7]
- 26 septembre 1929, Sortie de la Silly Symphony El Terrible Toreador[17]

### Octobre
- 24 octobre 1929, Sortie de la Silly Symphony Springtime[18]

### Novembre
- 21 novembre 1929, Sortie de la Silly Symphony Les Cloches de l'Enfer[19]
- 15 novembre 1929, Sortie du Mickey Mouse Les Rythmes de la jungle (Jungle Rhythm)[20]

### Décembre
- 16 décembre 1929, Sortie de la Silly Symphony The Merry Dwarfs[21]
- 16 décembre 1929, Walt Disney réorganise son empire en quatre sociétés Walt Disney Productions, Walt Disney Enterprises, Walt Disney Film Recording Co et Liled Realty and Investment Co[22],[23]